# Okhaldhunga District
Okhaldhunga District er et af Nepals 75 administrative og politiske regioner, betegnet distrikter (lokalt betegnet district, zilla, jilla el. जिल्ला). Okhaldhunga er et distrikt i bakkeområdet Middle Hills, som ligger i Sagarmatha Zone i Eastern Development Region.
Okhaldhunga areal er 1.074 km² og der boede ved folketællingen 2001 i alt 156.702 og i 2007 175.036 og i 2011 147.984ref name="CBS"/> i distriktet. Distriktets politiske organ District Development Committee er sammensat gennem indirekte valg, med repræsentation fra hver af de 9-17 administrative enheder ilakaer, hvert distrikt er opdelt i. 
Okhaldhunga District er endvidere opdelt i 56 udviklingskommuner (lokalt navn: Gaun Bikas Samiti (G.B.S.) el. Village Development Committee (VDC)), hvoraf byer med over 10.000 indbyggere kategoriseres som købstæder (municipalities). 
Okhaldhunga District er udviklingsmæssigt – gennem anvendelse af FN og UNDP's Human Development Index – kategoriseret som nr. 27 ud af Nepals 75 distrikter.

## Eksterne links
- Kort over Okhaldhunga District
- Okhaldhunga District sundhedsprofil – fra FN-Nepal (på engelsk) Arkiveret 27. september 2007 hos  Wayback Machine

27°19′N 86°30′Ø / 27.32°N 86.5°Ø